# Grey’s Monument
Grey’s Monument – pomnik w formie kolumny usytuowany w centrum angielskiego miasta Newcastle upon Tyne, na skrzyżowaniu Gray Street i Grainger Street. Monument stanowi jedną z najważniejszych atrakcji turystycznych Newcastle i jest zabytkiem I stopnia.

## Historia

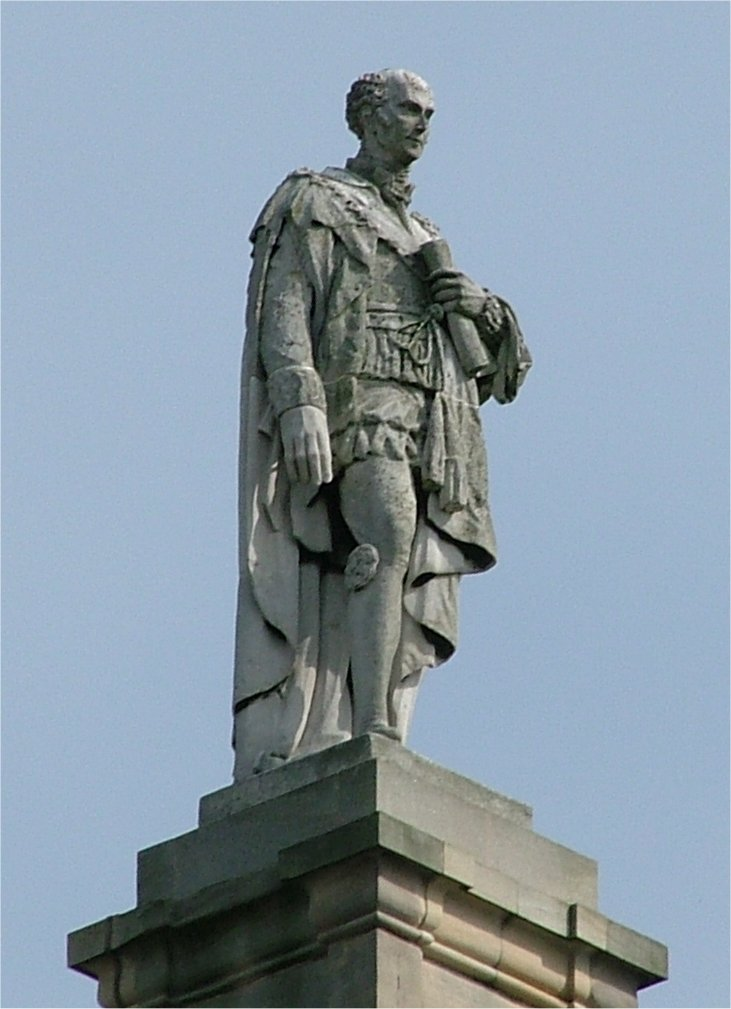
Posąg Erla Greya

Kamień węgielny pod budowę obiektu położono 6 września 1837, a budowę ukończono w sierpniu 1838. Kolumna upamiętnia Charlesa Greya (2. hrabiego Grey i wynalazcę herbaty Earl Grey), który był lokalnym politykiem i premierem Wielkiej Brytanii w latach 1830–1834. Oprócz tego pomnik dedykowano uczczeniu uchwalenia reformatorskiej ustawy z 1832. Miała ona na celu wykorzenienie korupcji i zwiększenie liczby osób uprawnionych do głosowania.
Obiekt zaprojektowali lokalni artyści: John i Benjamin Greenowie. Posąg na szczycie wyrzeźbił Edward Hodges Baily (twórca Kolumny Nelsona w Londynie).
Pomnik ma wysokość 40,84 metra (134 stopy). Według wstępnych założeń miała mieć 45,72 metra, jednak zebrano na jej budowę za mało środków. Pod kamieniem węgielnym zakopano kapsułę czasu z rysunkiem pomnika, listą fundatorów, a także monety, medale i żetony. Na szczycie pomnika ustawiony jest całopostaciowy posąg Earla Greya. W 1941 w wyniku uderzenia pioruna odpadła głowa posągu, która upadła na przejeżdżający niżej tramwaj, nie raniąc nikogo (nową głowę wykonał Roger Hedley, a zamontowano ją dopiero w 1947).
Możliwe jest wejście do wnętrza kolumny i dostanie się na platformę widokową na szczycie po 163 kamiennych stopniach. Okolice monumentu są popularnym miejscem spotkań mieszkańców miasta, jak również miejscem marszów, demonstracji i występów ulicznych artystów.

## Nawiązania
Obecna Gray Street w centrum Newcastle pierwotnie nosiła nazwę Upper Dean Street, lecz nazwę zmieniono na cześć Charlesa Greya. Stacja metra zlokalizowana pod pomnikiem nosi na jego cześć nazwę „Monument”.

## Galeria

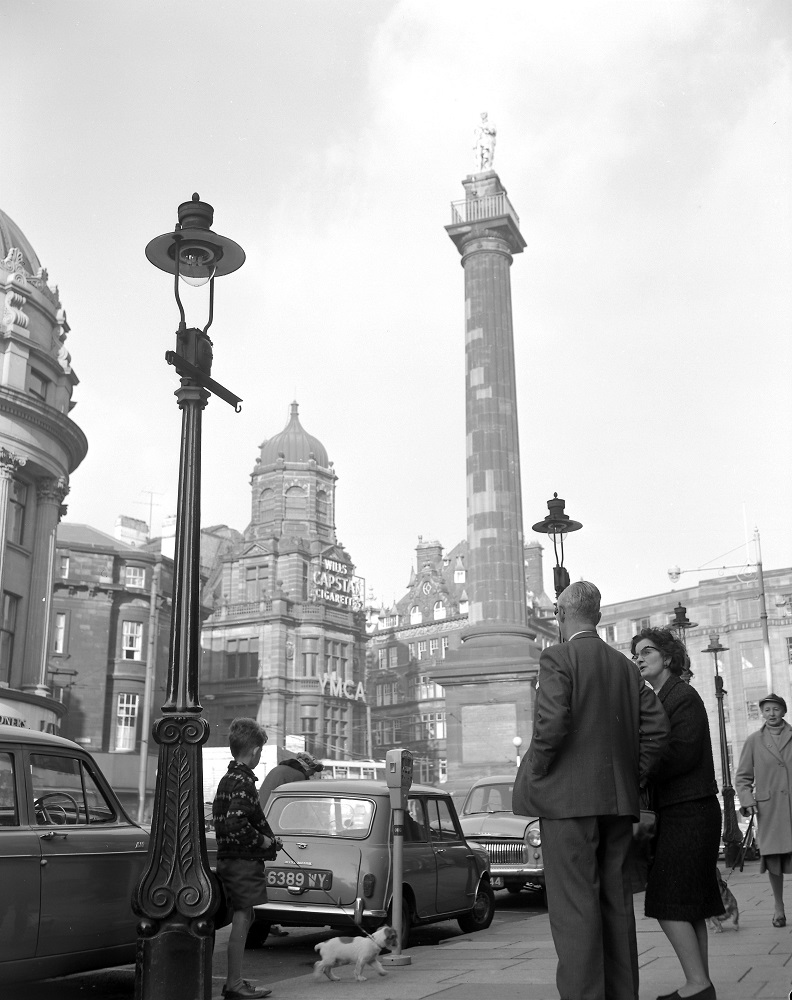
Zdjęcie z 1963
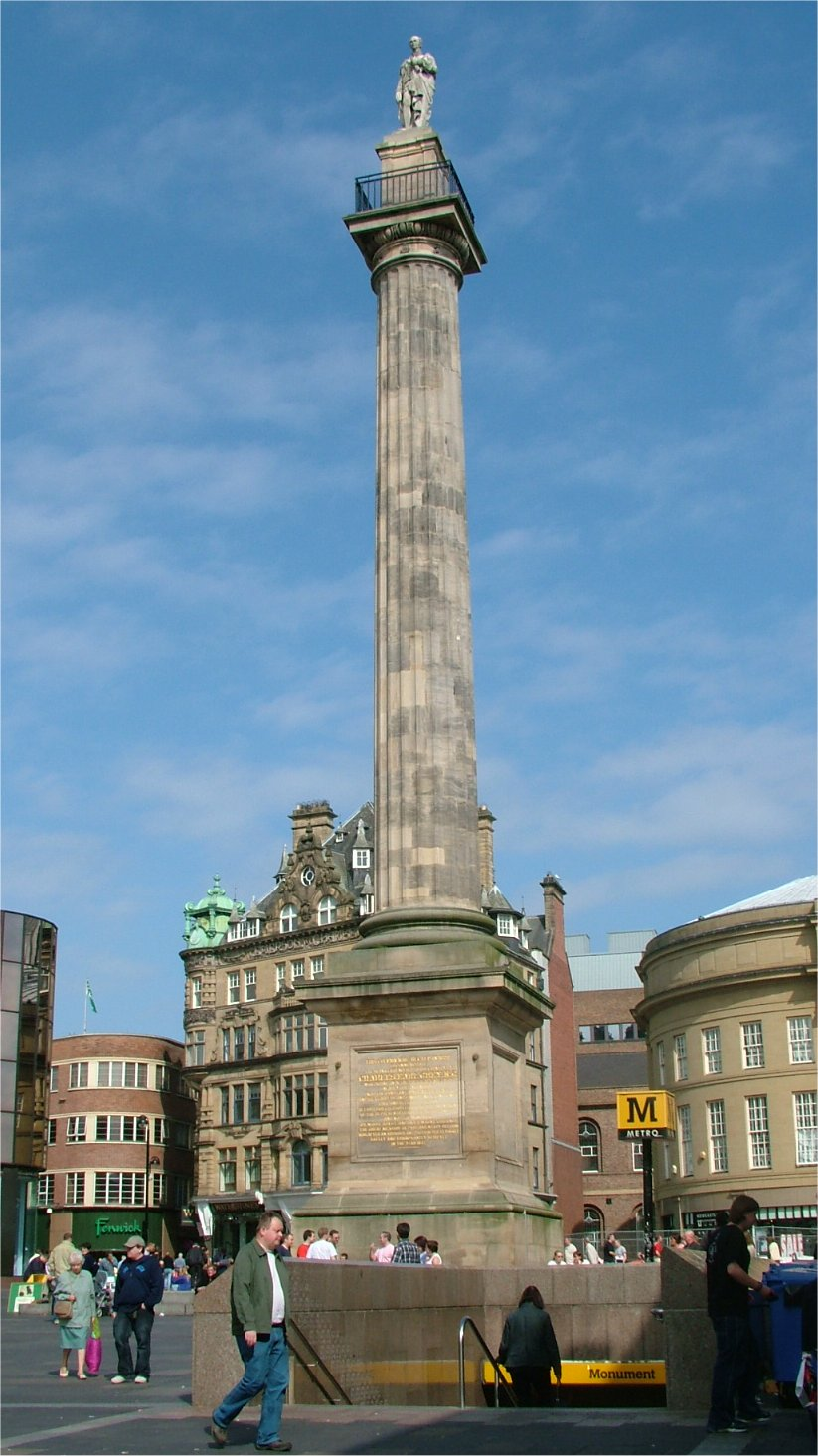
Kolumna
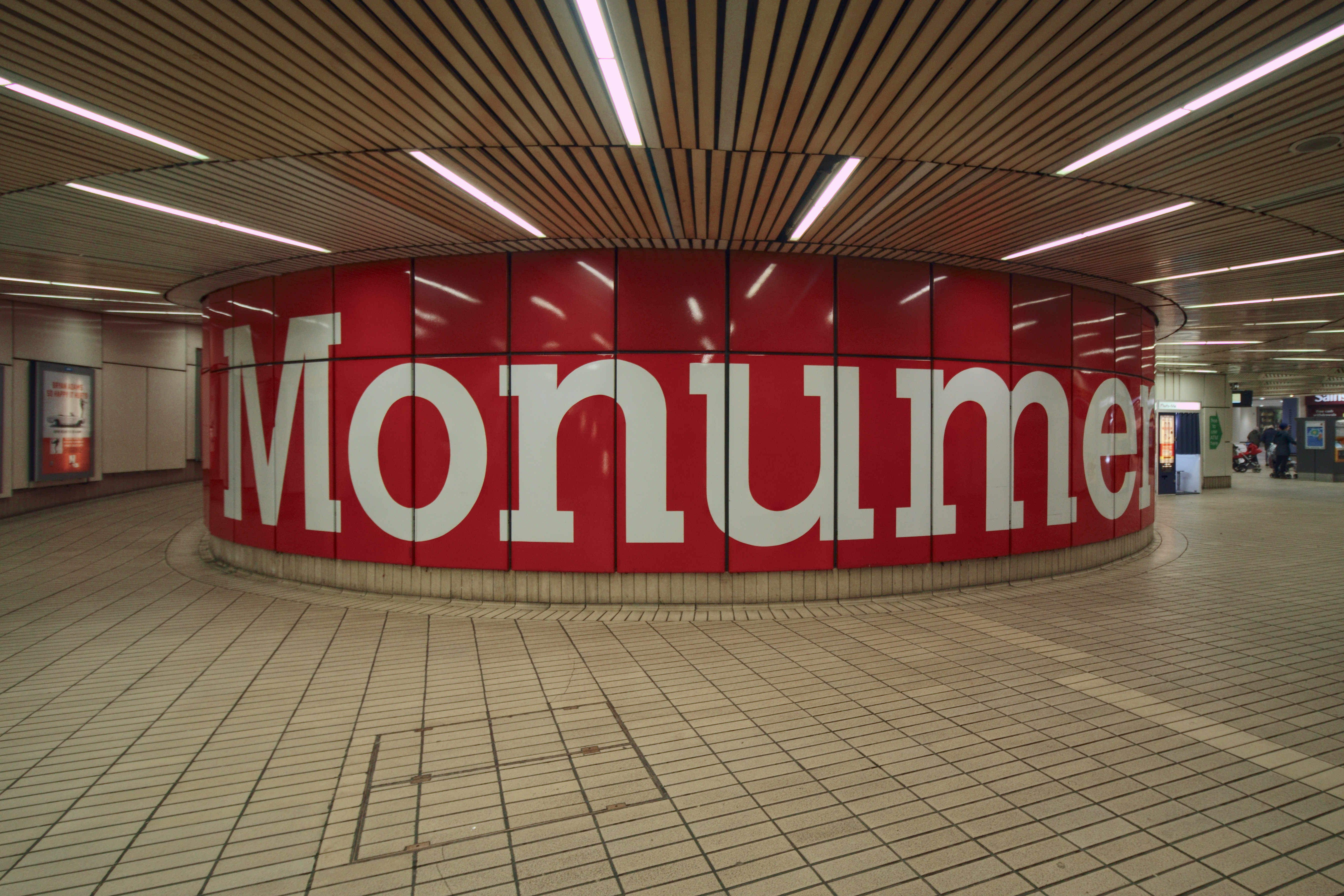
Stacja metra "Monument"